# W. E. B. Griffin
Pour les articles homonymes, voir Griffin.
W. E. B. Griffin, pseudonyme de William Edmund Butterworth III, né le 10 novembre 1929 à Newark (New Jersey, États-Unis) et mort le 12 février 2019 à Daphne en Alabama, est un prolifique écrivain américain, auteur de nombreux romans militaires et policiers.

## Biographie
W. E. B. Griffin grandit à New York et à Philadelphie. Il rejoint l'United States Army en 1946. Il est affecté dans le contrespionnage et dans le United States Constabulary (en) en Allemagne de l’Ouest. Il est décoré de l'Army of Occupation Medal. Après sa démobilisation, il étudie à l’université de Marbourg. Ses études sont interrompues en 1951 quand il est rappelé pour participer à la guerre de Corée. Après la fin de la guerre de Corée, il continue de travailler pour les militaires à titre civil comme chef de la Division des publications de l'aviation américaine.
En 1959, il publie son premier roman Comfort Me With Love signé W. E. Butterworth. Écrivain prolifique, il publie un grand nombre de thrillers et de romans policiers sous son nom ou sous différents pseudonymes.
À partir de 2007, son fils William E. Butterworth IV coécrit une partie de son œuvre.

## Œuvre

### Romans

#### Signés W.E.B. Griffin

##### SérieBrotherhood of War(en)
- The Lieutenants (1982)
- The Captains (1982)
- The Majors (1983)
- The Colonels (1983)
- The Berets (1985)
- The Generals (1986)
- The New Breed (1987)
- The Aviators (1988)
- Special Ops (2001)

##### SérieThe Corps(en)
- Semper Fi (1986)
- Call to Arms (1987)
- Counterattack (1990)
- Battleground (1991)
- Line of Fire (1992)
- Close Combat (1993)
- Behind the Lines (1995)
- In Danger's Path (1998)
- Under Fire (2002)
- Retreat, Hell! (2004)

##### SérieMen at War(en)
- The Last Heroes, (autre titre In The Line of Duty) (1984)
- The Secret Warriors, (autre titre Covert Operations) (1985)
- The Soldier Spies (autre titre Give me Liberty) (1986)
- The Fighting Agents , (Into Enemy Hands) (1989)
- The Saboteurs, (2007) (coécrit avec William E. Butterworth IV)
- The Double Agents, (2008) (coécrit avec William E. Butterworth IV)
- The Spymasters, (2012) (coécrit avec William E. Butterworth IV)

##### SérieBadge of Honor(en)
- Men in Blue, (1988)
- Special Operations, (1989)
- The Victim, (1991)
- The Witness, (1992)
- The Assassin, (1993)
- The Murderers, (1994)
- The Investigators, (1997)
- Final Justice, (2003)
- The Traffickers, (2009) (coécrit avec William E. Butterworth IV)
- The Vigilantes, (2010) (coécrit avec William E. Butterworth IV)
- The Last Witness, (2013) (coécrit avec William E. Butterworth IV)

##### SérieHonor Bound(en)
- Honor Bound, (1993)
- Blood and Honor, (1996)
- Secret Honor, (1999)
- Death and Honor, (2008) (coécrit avec William E. Butterworth IV)
- The Honor of Spies, (2009) (coécrit avec William E. Butterworth IV)
- Victory and Honor, (2011) (coécrit avec William E. Butterworth IV)
- Empire and Honor, (2012) (coécrit avec William E. Butterworth IV)

##### SérieThe Presidential Agent(en)
- By Order of the President, (2005)
- The Hostage, (2006)
- The Hunters, (2007)
- The Shooters, (2008)
- Black Ops, (2009)
- The Outlaws, (2010) (coécrit avec William E. Butterworth IV)
- Covert Warriors, (2011) (coécrit avec William E. Butterworth IV)
- Hazardous Duty (2013) (coécrit avec William E. Butterworth IV)

##### SérieClandestine Operations
- Top Secret (2014) (coécrit avec William E. Butterworth IV)

#### Signés W.E. Butterworth coécrit avec Richard Hooker

##### SérieM*A*S*H(en)
- M*A*S*H Goes to New Orleans, (1974)
- M*A*S*H Goes to Paris, (1974)
- M*A*S*H Goes to London, (1975)
- M*A*S*H Goes to Vienna, (1976)
- M*A*S*H Goes to San Francisco, (1976)
- M*A*S*H Goes to Morocco, (1976)
- M*A*S*H Goes to Miami, (1976)
- M*A*S*H Goes to Las Vegas, (1976)
- M*A*S*H Goes to Hollywood, (1976)
- M*A*S*H Goes to Texas, (1977)
- M*A*S*H Goes to Moscow, (1977)
- M*A*S*H Goes to Montreal, (1977)

#### Signés Eden Hughes
- The Wiltons, (1980)
- The Selkerks, (1982)

#### Signés Walker E. Blake
- Heartbreak Ridge, (1962)
- Hell on Wheels, (1962)
- The Girl in the Black Bikini, (1962)
- The Loved and the Lost, (1962)
- Once More With Passion, (1964)
- Doing What Comes Naturally, (1965)

#### Signés Webb Beech
- No French Leave, (1960)
- Article 92: Murder-Rape, (1965)
- Warrior's Way, (1965)
- Make War in Madness, (1966)

#### Signés James McM. Douglas
- Hunger For Racing, (1967)
- Racing to Glory, (1969)
- The Twelve-cylinder Screamer, (1971)
- Drag Race Driver, (1971)
- A Long Ride on a Cycle, (1972)

#### Signés Edmund O. Scholefield
- L'il Wildcat, (1965)
- Tiger Rookie, (1966)
- Bryan's Dog, (1967)
- Maverick on the Mound, (1968)
- Yankee Boy, (1970)

#### Signés Patrick J. Williams
- Return to Daytona, (1962)
- Flat Out, (1965)
- Fastest Funny Car, (1967)
- Grand Prix Racing, (1968)
- The Green Ghost, (1968)
- Racing Mechanic, (1971)
- Team Racer, (1972)

#### Signé Blakely St. James
- Christina's Passion, (1977)

#### Signés W. E. Butterworth ou William E. Butterworth
- Comfort Me With Love, (1959)
- Hot Seat, (1959)
- The Love-Go-Round, (1960)
- Where We Go From Here, (1961)
- The Court-Martial, (1962) Publié en français sous le titre Le Falot, Paris, Gallimard, coll. « Série noire » no 797, 1963
- The Wonders of Astronomy, (1964)
- The Wonders of Rockets and Missiles, (1965)
- Fast Green Car, (autre titre Flat Out) (1965)
- Stock-car Racer, (1966)
- Air Evac, (1967)
- Soldiers on Horseback; The Story of the United States Cavalry, (1966)
- The Image Makers, (1967)
- Helicopter Pilot, (1967)
- Road Racer, (1967)
- Orders to Vietnam, (1968)
- Redline 7100, (1968)
- Grand Prix Driver, (1969)
- Stop and Search, (1969)
- The Wheel of a Fast Car, (1969)
- Up to the Quarterback, (1969)
- Fast and Smart, (1970)
- Marty and the Micromidgets, (1970)
- Susan and Her Classic Convertible, (1970)
- Steve Bellamy, (1970)
- Stars and Planets, (1970)
- Moving West on 122, (1971)
- Crazy to Race, (1971)
- My Father's Quite a Guy, (1971)
- Flying Army; The Modern Air Arm of the U.S. Army, (1971)
- Return to Racing, (1971)
- Wheels and Pistons; The Story of the Automobile, (1971)
- The High Wind: the Story of NASCAR Racing, (1971)
- The Sex Traveler, (1971)
- Dateline: Talladega, (1972)
- The Narc, (1972)
- Skyjacked, (1972)
- The Race Driver, (1972)
- Flying Army: The Modern Air Arm of the U.S. Army, (1973)
- Hot Wire, (1973)
- Race Car Team, (1973)
- Yankee Driver, (1973)
- Dave White and the Electric Wonder Car, (1974)
- Stop, Thief!, (1974)
- Tires and Other Things: Some Heroes of Automotive Evolution, (1975)
- Careers in the Armed Services, (1976)
- Mighty Minicycles, (1976)
- The Roper Brothers and Their Magnificent Steam Automobile, (1976)
- An Album of Automobile Racing, (1977)
- Black Gold : The Story of Oil, (1977)
- Hifi — From Edison's Phonograph to Quadraphonic Sound, (1977)
- The Air Freight Mystery, (1978)
- Next Stop, Earth, (1978)
- The Tank Driver, (1978)
- The Hotel Mystery, (1979)
- The Wrecker Driver, (1979)
- Under the Influence, (1980)
- Slaughter by Auto, (1980)
- Leroy and the Old Man (en), (1980)
- Flunking Out, (1981)
- A Member of the Family, (1982)
- Moose, the Thing, and Me, (1982)

### Sources
- Claude Mesplède et Jean-Jacques Schleret, SN, voyage au bout de la Noire : inventaire de 732 auteurs et de leurs œuvres publiés en séries Noire et Blème : suivi d'une filmographie complète, Paris, Futuropolis, 1982 (OCLC 11972030), p. 55-56
- Claude Mesplède et Jean-Jacques Schleret (Éd. rév. de: SN, voyage au bout de la Noire), Les auteurs de la Série noire, 1945-1995, Nantes, Joseph K, coll. « Temps noir », 1996, 627 p. (ISBN 978-2-910-68611-6, OCLC 300207570), p. 73